# Карпово (Питаловський район)
Карпово (рос. Карпово) — присілок в Питаловському районі Псковської області Російської Федерації.
Населення становить 23 особи. Входить до складу муніципального утворення Линовська волость.

## Історія
Від 2015 року входить до складу муніципального утворення Линовська волость.

## Населення
| 2001 | 2002 | 2010 |
| ---- | ---- | ---- |
| 21   | ↗23  | →23  |